# بالد نوب (ویرجینیای غربی)
بالد نوب (به انگلیسی: Bald Knob) یک منطقهٔ مسکونی در ایالات متحده آمریکا است که در شهرستان بونی، ویرجینیای غربی واقع شده‌است. بالد نوب ۳۳۳٫۱۵ متر بالاتر از سطح دریا واقع شده‌است.